# Sirex behrensii
Sirex behrensii (лат.) — вид крупных перепончатокрылых насекомых рода Sirex из семейства рогохвостов (Siricidae). Обнаружены в Северной Америке: Канада, США.

## Описание
Развиваются на хвойных растениях из семейства Pinaceae: Pinus Jeffreyi, Pinus lambertiana, Pinus ponderosa, Pinus radiata, Pseudotsuga menziesii и Cupressus macrocarpa (кипарисовые), в которых растут их личинки, повреждая древесину ствола. Основная окраска рогохвостов чёрная, блестящая. Самки S. behrensii отличаются от близких видов красновато-коричневыми лапками и брюшком. Жгутик усиков содержит 12 или более члеников. Переднее крыло угловато округлённое, в нём развита кубитальная жилка Cu1, ячейки 1Rs2 и 3R1. В заднем крыле развита ячейка 1A. Задние голени с двумя апикальными шпорами. Самки обладают массивным, длинным яйцекладом, которым прокалывают растения для откладки яиц
.